# Värnlösa barns dag
Värnlösa barns dag i Svenska  kyrkan, Menlösa barns dag i evangelisk-lutherska kyrkan i Finland, De heliga oskyldiga barnen i Betlehem i Stockholms katolska stift, firas sedan 400-talet i västkyrkan på Fjärdedag jul, den 28 december för att minnas barnamorden i Betlehem. Enligt Matteusevangeliets andra kapitel lät Herodes döda alla gossebarn under två år i sin jakt på den nyfödde judakonungen, Jesus. Inom östlig kristendom firar man den 29 december.
| ”                           | När Herodes märkte att han hade blivit lurad av stjärntydarna blev han ursinnig, och han lät döda alla gossar i Betlehem och dess omnejd som var två år eller därunder; det var den tid han hade fått fram genom att fråga ut stjärntydarna. Då uppfylldes det som sagts genom profeten Jeremia: 'Rop hörs i Rama, gråt och högljudd klagan: Rakel begråter sina barn, hon låter inte trösta sig, ty de finns inte mer'. | „ |
| – Matteusevangeliet 2:16–18 | |   |

Denna dag kallades i Sverige till och med år 2000 för Menlösa barns dag, precis som dagen fortfarande officiellt benämns i Finland. Namnet ändrades då "menlös" med tiden fått en alternativ negativ betydelse. På äldre svenska betydde menlös helt enkelt oskyldig, utan skada eller fel, och att barn som beskrevs som menlösa inte hade några synder på sitt samvete. Ett alternativ till dagens benämning hade därför varit oskyldiga barns dag.
Dagen var allmän helgdag i Sverige, och avskaffades år 1772, då dess helgdagsstatus avskaffades. Då dagen var helgdag, kallades den även fjärdedag jul. Svenska kyrkan har därefter flyttat dagens tema till söndagen efter jul och 1989 beslutade Svenska kyrkan att under dagen uppmärksamma barnens rättigheter.